# McDonnell Douglas MD-80
McDonnell Douglas MD-80 je družina dvomotornih ozkotrupnih reaktivnih potniških letal s kratkim oziroma srednjim dosegom. MD-80 je podaljšana in modernizirana verzija letala DC-9. 
V uporabo je vstopil leta 1980 z Swissairom. Različice letala so bile MD-81, MD-82, MD-83, MD-87, in MD-88. Vse imajo enako dolžino razen krajšega MD-87. MD-80 so pozneje predelali v MD-90 (leta 1995) in MD-95/Boeing 717 leta 1999.
Douglas Aircraft je razvil DC-9 v 1960ih kot letalo s kratkim dosegom, ki bi dopolnjeval večjega DC-8. DC-9 je bil povsem nov dizajn, uporabljal je dva turboventilatorska motorja na repu, rep T-oblike in gladko krilo, podobno kot Sud Aviation Caravelle pred njim. V vrsti je bilo razporejenih pet sedežev, skupaj je lahko prevažal 80-135 potnikov. MD-80 lahko prevaža 130-172 potnikov.
MD-80 je druga generacija DC-9, sprva je imel oznako DC-9-80 series in DC-9 Super 80 Družina letal DC-9 in poznejših verzij MD-80/90, ter 717 je tretja najuspešnejša družina reaktivnih potniških letal po številu zgrajenih (več kot 2400 zgrajenih letal). Prvi je Boeing 737, drugi pa Airbus A320
MD-80 z relativno starimi JT8D motorji porabi na tipičnem letu okrog 4000 litrov goriva na uro, medtem ko novejši in večji Airbus A320 in Boeing 737 porabita okvirno 3200 litrov na uro, okrog 19% manj.
Letala MD-80 in njegovega predhodnika DC-9 je v uporabljala tudi slovenska Adria Airways, na letališču Maribor je na ogled eksponat letala MD-82 v lasti Letalskega centra Maribor.

## Tehnične specifikacije
| Posadka                                     | 2                               | 2                               | 2                               | 2                               |                               |                               |
| Število sedežev,                            | 172 (1-razred) 155 (2 razreda)  | 172 (1-razred) 155 (2 razreda)  | 172 (1-razred) 155 (2 razreda)  | 139 (1-razred) 130 (2 razred)   |                               |                               |
| Dolžina                                     | 147 ft 8 in (45,01 m)           | 147 ft 8 in (45,01 m)           | 147 ft 8 in (45,01 m)           | 130 ft 4 in (39,73 m)           |                               |                               |
| Razpon kril                                 | 107 ft 8 in (32,82 m)           | 107 ft 8 in (32,82 m)           | 107 ft 8 in (32,82 m)           | 107 ft 8 in (32,82 m)           |                               |                               |
| Površina kril                               | 1.209 sq ft (112,3 m2)          | 1.209 sq ft (112,3 m2)          | 1.209 sq ft (112,3 m2)          | 1.209 sq ft (112,3 m2)          |                               |                               |
| Višina repa                                 | 29 ft 7 in (9,02 m)             | 29 ft 7 in (9,02 m)             | 29 ft 7 in (9,02 m)             | 30 ft 4 in (9,25 m)             |                               |                               |
| Širina trupa                                | 11 ft (3,35 m)                  | 11 ft (3,35 m)                  | 11 ft (3,35 m)                  | 11 ft (3,35 m)                  |                               |                               |
| Kapaciteta tovor                            | 1.253 cu ft (35,5 m3)           | 1.253 cu ft (35,5 m3)           | 1.103 cu ft (31,2 m3)           | 937 cu ft (26,5 m3)             |                               |                               |
| Prazna teža                                 | 77.900 lb (35.300 kg)           | 78.000 lb (35.400 kg)           | 79.700 lb (36.200 kg)           | 73.300 lb (33.200 kg)           |                               |                               |
| Maks. vzletna teža                          | 140.000 lb (63.500 kg)          | 149.500 lb (67.800 kg)          | 160.000 lb (72.600 kg)          | 140.000 lb (63.500 kg)          |                               |                               |
| Potovalna hitrost                           | Mach 0.76 (504 mph, 811 km/h)   | Mach 0.76 (504 mph, 811 km/h)   | Mach 0.76 (504 mph, 811 km/h)   | Mach 0.76 (504 mph, 811 km/h)   | Mach 0.76 (504 mph, 811 km/h) | Mach 0.76 (504 mph, 811 km/h) |
| Maks. dolet (polno naložen)                 | 1.570 nmi (2.910 km; 1.810 mi)  | 2.050 nmi (3.800 km; 2.360 mi)  | 2.500 nmi (4.600 km; 2.900 mi)  | 2.370 nmi (4.390 km; 2.730 mi)  |                               |                               |
| Vzletna razdalja pri MTOW (nivo morja, MSA) | 7,200 ft (2,195 m)              | 7,300 ft (2,225 m)              | 8,000 ft (2,438 m)              | 7,500 ft (2,286 m)              |                               |                               |
| Količina goriva                             | 5.850 US gal (22.100 L)         | 5.850 US gal (22.100 L)         | 7.000 US gal (26.000 L)         | 5.840 US gal (22.100 L)         |                               |                               |
| Motorji (×2)                                | Pratt & Whitney JT8D-200 series | Pratt & Whitney JT8D-200 series | Pratt & Whitney JT8D-200 series | Pratt & Whitney JT8D-200 series |                               |                               |
| Potisk (×2)                                 | 18.500–21.000 lbf (82–93 kN)    | 18.500–21.000 lbf (82–93 kN)    | 18.500–21.000 lbf (82–93 kN)    | 18.500–21.000 lbf (82–93 kN)    |                               |                               |

Viri: Official MD-80 specifications, MD-80 Airport report Detailed MD-80 specifications,